# Avions de la Sécurité Civile
De Avions de la Sécurité Civile (ASC) is de Franse luchtvaartsectie van de Sécurité Civile (de Franse burgerbescherming). Haar voornaamste taak is het bestrijden van bosbranden in Zuid-Frankrijk.

## Toestellen

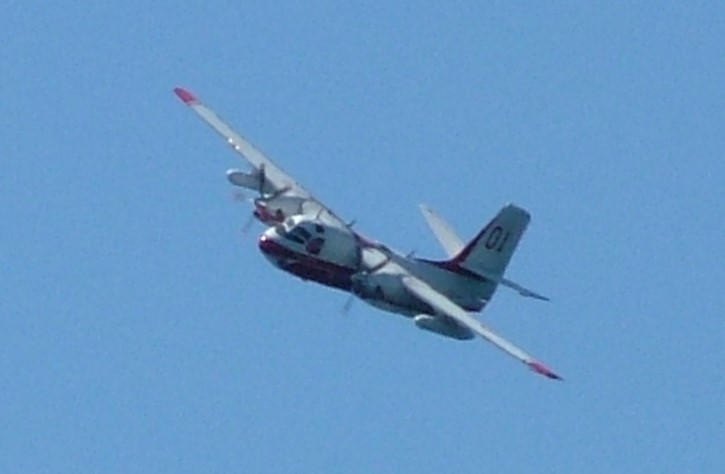
Firecat Tracker

De ASC beschikt hiervoor over 27 toestellen, waarvan:
- 10 Canadair CL-415-watervliegtuigen
- 14 Conair Firecat (omgebouwde Grumman Tracker)-waterbommenwerpers
- 3 Fokker F-27-combinatie-observatie-/blustoestellen

Deze hebben als algemene thuisbasis het vliegveld Marignane in de regio Marseille-Provence.

## Alarmeringsstatus

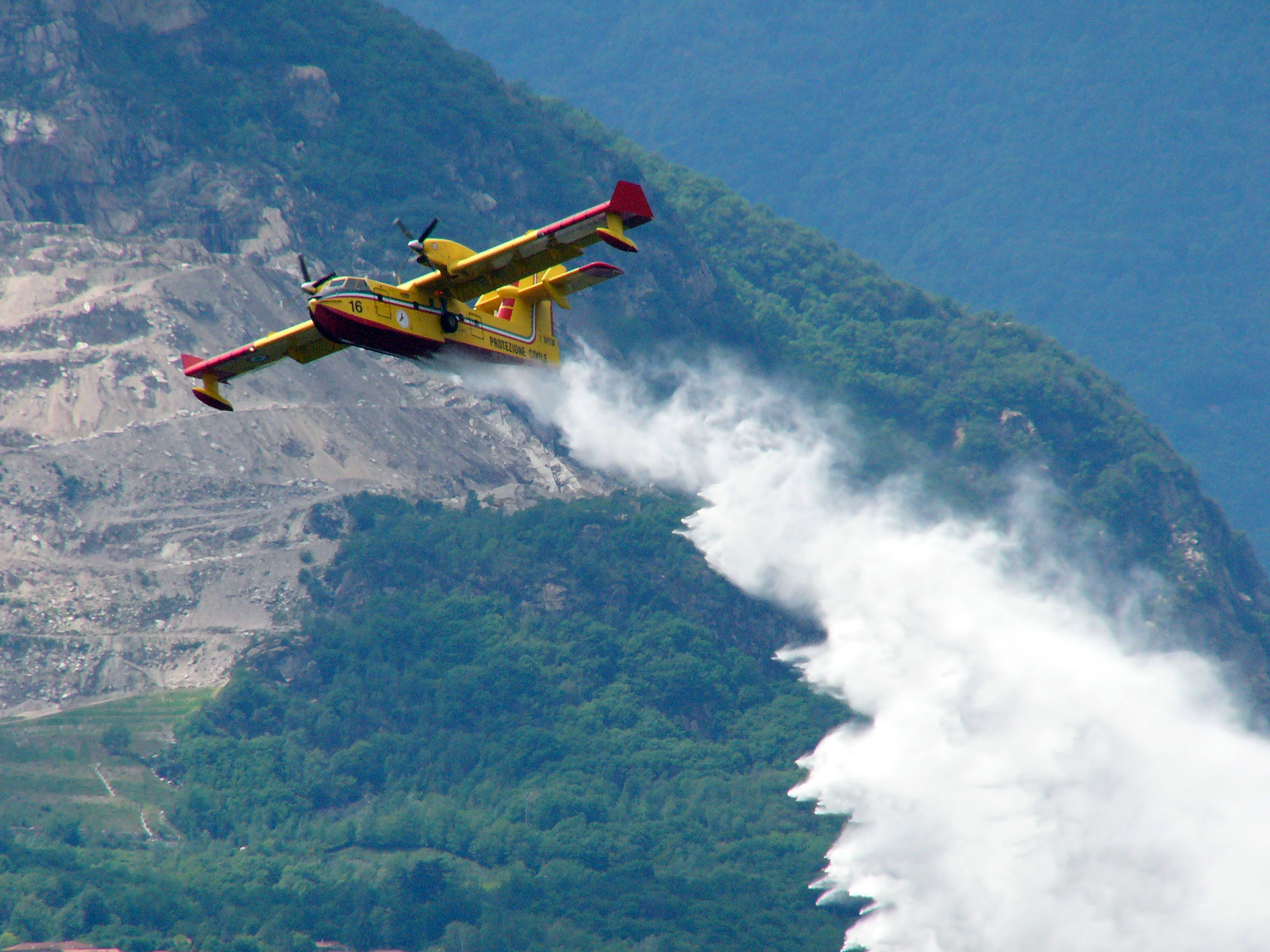
Canadair

De vliegtuigbemanningen (1 per toestel per week) zijn ingedeeld op deze status.
- op de basis – binnen 20 minuten inzetbaar
- thuis – overdag binnen 1 uur melden op de basis; 's nachts binnen 3 uur melden op de basis
- vrij van dienst – worden niet opgeroepen; slechts bij uiterste noodzaak

Aan het begin van de zomer wordt een deel van de beschikbare vliegtuigen al verspreid over verschillende vaste vliegvelden. Dit kan zijn op Bastia, Cannes, Le Luc, Hyères, Aix-les-Milles, Marignane, Nîmes, Béziers, Perpignan, Carcassonne, Bordeaux, Limoges, Cahors, Alès, Aubenas, Saint-Étienne, Valence, Bastia, Calvi, Ajaccio en Figari.
De waterbommenwerpers worden aan de kust van de Middellandse Zee gepositioneerd; dit is de zone met het grootste risico op al dan niet aangestoken bosbranden. Hun locaties kunnen van dag tot dag worden bijgesteld.
Voor preventieve, correctieve en noodreparaties zijn op de vliegvelden van Cahors, Mérignac en Limoges onderhouds- en reparatieploegen beschikbaar.
Op vijftien jaar inzet gebaseerde statistieken wijzen uit dat van de gemiddeld 2000 in Zuid-Frankrijk optredende branden per jaar er 800 met succes vanuit de lucht worden bestreden.

## HSC
Voor haar werk wordt de ASC bijgestaan door Hélicoptères de la Sécurité Civile (HSC), de helikoptersectie van de Sécurité Civile.